# August François Morel
August François Morel (Marsella, 1809 - París, 1881) fou un compositor francès.
El 1836 es traslladà a la capital de França, i allà ben aviat va adquirir força fama com a compositor, però el 1850 tornà a la seva vila nadiua, i el 1852 fou nomenat director del Conservatori de la mateixa ciutat, càrrec que conservà fins al 1873. Es distingí especialment en la composició de música de cambra, havent obtingut per dues vegades el premi Chartier que li atorgà l'Acadèmia.
Se i deuen, a més, la música del drama de Joseph Autran La fille d'Eschyle, representada en el Théâtre de l'Odéon (París) el 1848: el ball d'espectacle L'étoile du marin, estrenada igualment a París, i el drama líric Le jugement de Dieu, que s'estrenà amb un èxit immens al Gran Teatre de Marsella, i diverses simfonies, cantates, etc. Durant el temps que va romandre a París també exercí la crítica teatral en diversos diaris.